# Liste der Gerichte in Friaul-Julisch Venetien
Die Liste der Gerichte in Friaul-Julisch Venetien dient der Aufnahme der staatlichen italienischen Gerichte der ordentlichen und besonderen Gerichtsbarkeit in der autonomen Region Friaul-Julisch Venetien. Bis auf Weiteres sind nur Gerichtsorte angegeben.

## Ordentliche Gerichtsbarkeit
| Oberlandesgericht | Nachgeordnete (Landes-)Gerichte   | Friedensgerichte                                 |
| ----------------- | --------------------------------- | ------------------------------------------------ |
| Triest            | Görz                              | Görz                                             |
| Triest            | Pordenone                         | Pordenone, Portogruaro                           |
| Triest            | Triest                            | Triest                                           |
| Triest            | Udine                             | Gemona del Friuli, Pontebba, Tolmezzo, Udine     |
| Triest            | Jugendgericht Triest              |                                                  |
| Triest            | Strafvollstreckungsgericht Triest | (Strafvollstreckungsstellen in Triest und Udine) |

Beim Oberlandesgericht (Corte d’appello) wird ein Schwurgericht zweiter Instanz eingerichtet, bei den Landesgerichten Schwurgerichte. Beim Oberlandesgericht gibt es eine Generalstaatsanwaltschaft, bei den Landesgerichten und Jugendgerichten Staatsanwaltschaften.
Beim Oberlandesgericht Triest und beim Landesgericht Triest bestehen Kammern für Unternehmens-, Urheberrechts- oder Handelssachen.

## Besondere Gerichte
- Regionales Verwaltungsgerichtshof (TAR) in Triest.
- Regionale Steuerkommission (Finanzgericht) in Triest.
  - Vier nachgeordnete Provinz-Steuerkommissionen in Görz, Pordenone, Udine und Triest.
- Das Gericht für öffentliche Gewässer in Venedig ist auch für die Region Friaul-Julisch Venetien zuständig.
- Außenstelle des Nationalen Rechnungshofes in Triest (hat den Status eines Gerichts).
- Das Militärgericht in Verona ist auch für die Region Friaul-Julisch Venetien zuständig.
- Aufgaben der Verfassungsgerichtsbarkeit übernimmt das Verfassungsgericht in Rom.